# Triopha occidentalis
Triopha occidentalis är en snäckart som först beskrevs av Fewkes 1889.  Triopha occidentalis ingår i släktet Triopha och familjen Polyceridae. Inga underarter finns listade i Catalogue of Life.